# La Rose des énervents
La Rose des énervents est une nouvelle de science-fiction écrite par Daniel Drode.
Le titre fait référence à la rose des vents. La nouvelle évoque un système totalitaire, où même le voyage dans le temps sert à traquer les ennemis politiques.

## Publications
C'est l'une des nouvelles les plus connues de l'auteur.
Elle est parue dans quatre recueils de nouvelles ou anthologies, et notamment :
- dans « 24 passionnants récits d'anticipation », anthologie, juin 1960 (première publication) ;
- dans Les Mondes francs, anthologie, 1988.

## Résumé
Dans un monde futur dirigé par une police politique digne de 1984, Teral est pourchassé par deux policiers. Ceux-ci procèdent à « l'Effacement » complet de Terral de tous les fichiers dans lesquels il est inscrit.
Découvrant que Teral est parti se cacher loin dans le passé grâce à une machine à voyager dans le temps, ils le poursuivent, et parviennent à l'arrêter. Teral est exécuté sans avoir pu présenter sa défense.
La nouvelle évoque donc un système totalitaire, où même le voyage dans le temps sert à traquer les ennemis politiques, amoureux de la liberté.